# Собор Святителя Алексия Московского (Самарканд)
Собо́р Святи́теля Але́ксия Моско́вского (Свято-Алексиевский собор) — православный храм в Самарканде (Узбекистан), построенный в 1911 году. Освящён в 1912 году в честь святителя Алексия Московского. Входит в состав Самаркандского благочиния Ташкентской и Узбекистанской епархии Русской православной церкви.

## История
Собор был построен для военного городка на углу улицы Ростовцева и Николаевской по откорректированному проекту архитектора Фёдора Вержбицкого и военного инженера Фёдора Смирнова, составленному в 1902 году и первоначально предназначавшемуся для строительства гарнизонных храмов в городах Туркестанского края: Термезе, Верном, Скобелеве, Керки, Кушке, Самарканде, Чарджоу. Этот проект, ставший типовым для военных храмов Туркестана, был создан на основе образцового проекта полковой церкви Фёдора Вержбицкого, утверждённого в 1901 году.
Торжественная закладка и освящение первого камня были произведены в 1909 году. Строительные работы были завершены к осени 1911 года, в 1912 году храм был освящён.
Собор зального типа, имеет один не расчленённый зал размером 24 на 16 метров с глубоким алтарём, объёмно подчёркнутый высоким и светлым куполом. Над входом высокая, восьмигранная вверху, колокольня. Здание построено в несколько упрощённом русском стиле, без излишней декоративности.
В 1920-х годах храм был закрыт, его купол и колокольня были разобраны. В советское время здание храма было на балансе воинской части, на территории военного городка. После вывода воинской части было передано государственному музею-заповеднику, в 1996 году передано верующим.
13 ноября 1996 года собор был вновь освящён Патриархом Московским и всея Руси Алексием II. В храме служит священник Игорь (Бабаков). Престольный праздник — 25 февраля.